# Kwiat rurkowaty

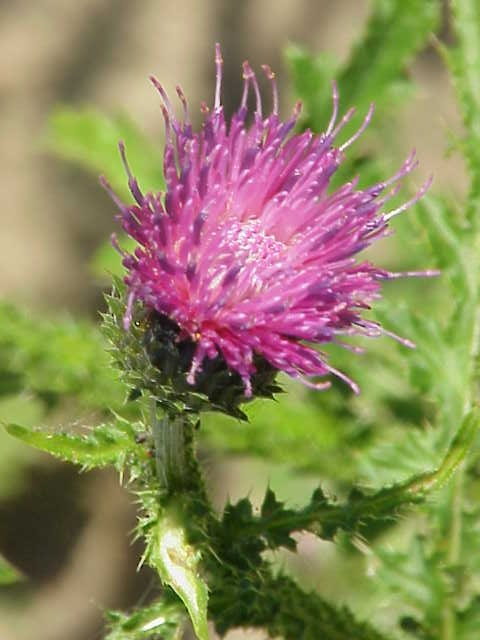
Rurkowate kwiaty ostu zebrane w kwiatostan – koszyczek

Kwiat  rurkowaty – kwiat promienisty, mający dwie lub więcej płaszczyzn symetrii, o okwiecie rurkowatym lub lejkowatym. Ten typ kwiatów występuje np. w rodzinie astrowatych, wchodząc w skład kwiatostanu zwanego koszyczkiem. Koszyczek ten może składać się z samych kwiatów języczkowych,  lub z samych kwiatów rurkowych, jak np. u ostów. Najczęściej jednak w środku koszyczka znajdują się kwiaty rurkowe, zaś kwiaty języczkowe znajdują się na brzegu koszyczka. Korona w kwiatach rurkowych jest zrosła, również zrośnięte pręciki tworzą rurkę wokół szyjki słupka.

Schemat budowy kwiatu rurkowego w rodzinie astrowatych: A – zalążnia, B – korona kwiatu, C – pręciki zrosłe w rurkę wokół słupka, D – szyjka i znamię słupka, E – kielich zredukowany do puchu kielichowego